# Daniel Ferrere
Daniel Ferrere (Montevideo, 26 de marzo de 1950 - San José, 29 de julio de 2010) fue un reconocido abogado, empresario y docente uruguayo.

## Biografía
Daniel Martín Ferrère Turcatti nació en la ciudad de Montevideo el 26 de marzo de 1950. En 1974 se graduó como Doctor en Derecho y Ciencias Sociales en la Facultad de Derecho de la Universidad de la República. Dos años después, en 1976 obtuvo un Máster en Derecho en la Universidad de Harvard.
Falleció el 29 de julio de 2010 en un accidente aeronáutico, cuando el helicóptero en el cual viajaba con destino hacia Buenos Aires se estrelló en el Río de la Plata.

### Docencia
Se desempeñó como docente grado 5 de Derecho del Comercio Exterior de la Facultad de Derecho de la Universidad de la República. También ejerció la docencia de Regulación de Mercados Financieros en la Universidad ORT y de Derecho de los Negocios Internacionales en la Universidad de Montevideo. Fue profesor de Derecho del Comercio Exterior en la Universidad Católica del Uruguay, y profesor designado por Naciones Unidas sobre Comercio Internacional para docentes de Estados miembros del Acuerdo de Cartagena, en la Universidad Católica de Quito.

### Actividades empresariales
Fundó el estudio de abogados Ferrere, situado en el World Trade Center Montevideo y en los departamentos de Colonia y Tacuarembó. Años más tarde fundó CPA Ferrere, un estudio de contadores y economistas situado en el mismo complejo de oficinas en Montevideo. Su estudio de abogados, trascendió fronteras hacia Bolivia, Paraguay y Ecuador. 
Fue director del Colegio de Abogados de Uruguay y Presidente de la Cámara de Comercio Uruguay - Estados Unidos. Al momento de fallecer se desempeñaba como miembro del Directorio de la División de Intereses Públicos y Profesionales (PPID) de la International Bar Association, organización en la que ocupó múltiples cargos. Fue miembro del Instituto Uruguayo de Estudios Tributarios y de la International Fiscal Association, así como integrante del cuerpo de Árbitros del Departamento de Arbitrajes de la Cámara Nacional de Comercio y Servicios.

### Actividades políticas
Ferrere había comenzado a incurrir en actividades políticas cuando fue consultado por el presidente de la República, José Mujica sobre la Reforma del Estado propuesta por este.
Al momento de su fallecimiento, el ex presidente Julio María Sanguinetti y el ex vicepresidente Luis Hierro López, admitieron que Ferrere les había manifestado su interés de incursionar activamente en la política a nivel departamental en representación del Partido Colorado.